# Резолюция Совета Безопасности ООН 377
Резолюция Совета Безопасности ООН № 377 — резолюция, принятая 22 октября 1975 года, в связи с ситуацией в Западной Сахаре. Совет подтвердил недавнюю работу Генеральной Ассамблеи и принял к сведению письмо Постоянного представителя Испании. Затем Совет применил статью 34 Устава ООН, чтобы попросить Генерального секретаря начать немедленные консультации с заинтересованными сторонами и как можно скорее сообщить Совету Безопасности о результатах.
Совет подчеркнул, что не желает наносить ущерб каким-либо переговорам, организованным Генеральной Ассамблеей, и призвал заинтересованные стороны проявлять сдержанность.
Никаких подробностей голосования не сообщалось, кроме того, что резолюция была принята коллегиально.
Резолюция была принята после вторжения Марокко в Западную Сахару и аннексии страны. Организация Объединенных Наций отказалась признать это требование; Совет подтвердил резолюцию 1514 Генеральной Ассамблеи ООН от 14 декабря 1960 г